# Cuchilla de las Pavas (Treinta y Tres)
Die Cuchilla de las Pavas ist eine Hügelkette in Uruguay.
Sie befindet sich auf dem Gebiet des Departamento Treinta y Tres. Dort hat erstreckt sie sich rund 20 Kilometer nördlich des Oberlaufs des Río Olimar Chico in östliche Richtung bis zum Río Olimar Grande.